# Santo Hipólito
Santo Hipólito is een gemeente in de Braziliaanse deelstaat Minas Gerais. De gemeente telt 3.673 inwoners (schatting 2009).

## Aangrenzende gemeenten
De gemeente grenst aan Augusto de Lima, Corinto en Monjolos.